# Bracia Ehrlichowie

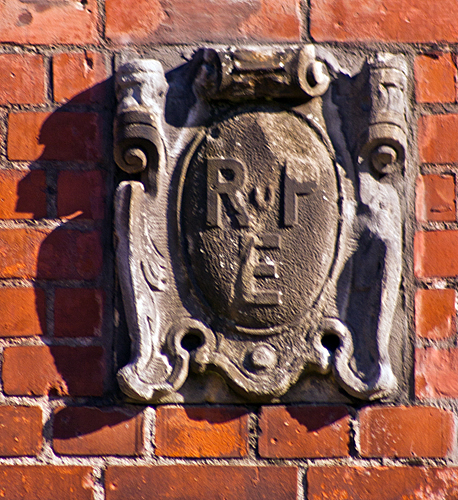
Kartusz z inicjałami Richarda i Paula Ehrlichów „R u P E” na zachodniej ścianie dawnego szpitala żydowskiego we Wrocławiu

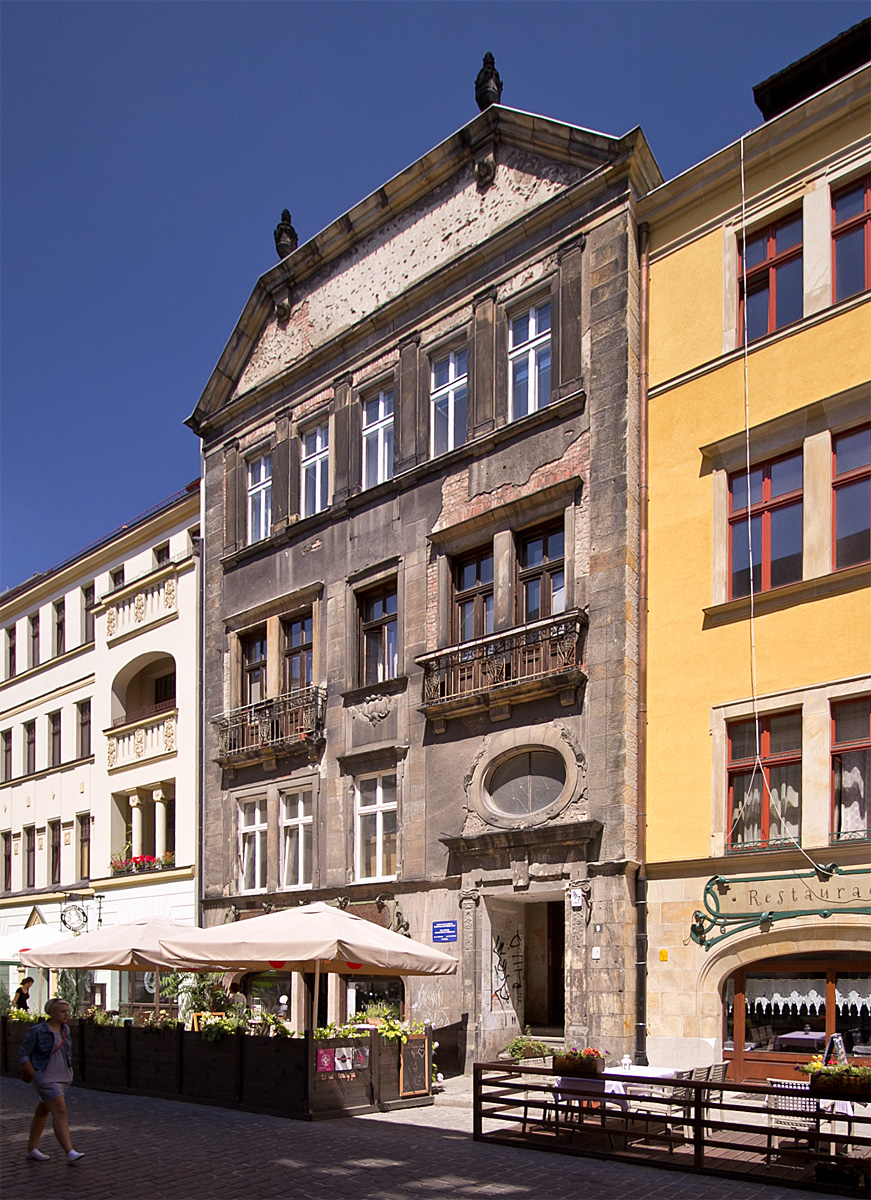
1899
Kamienica przy ul. Włodkowica 9 mieszcząca biura zarządu gminy żydowskiej

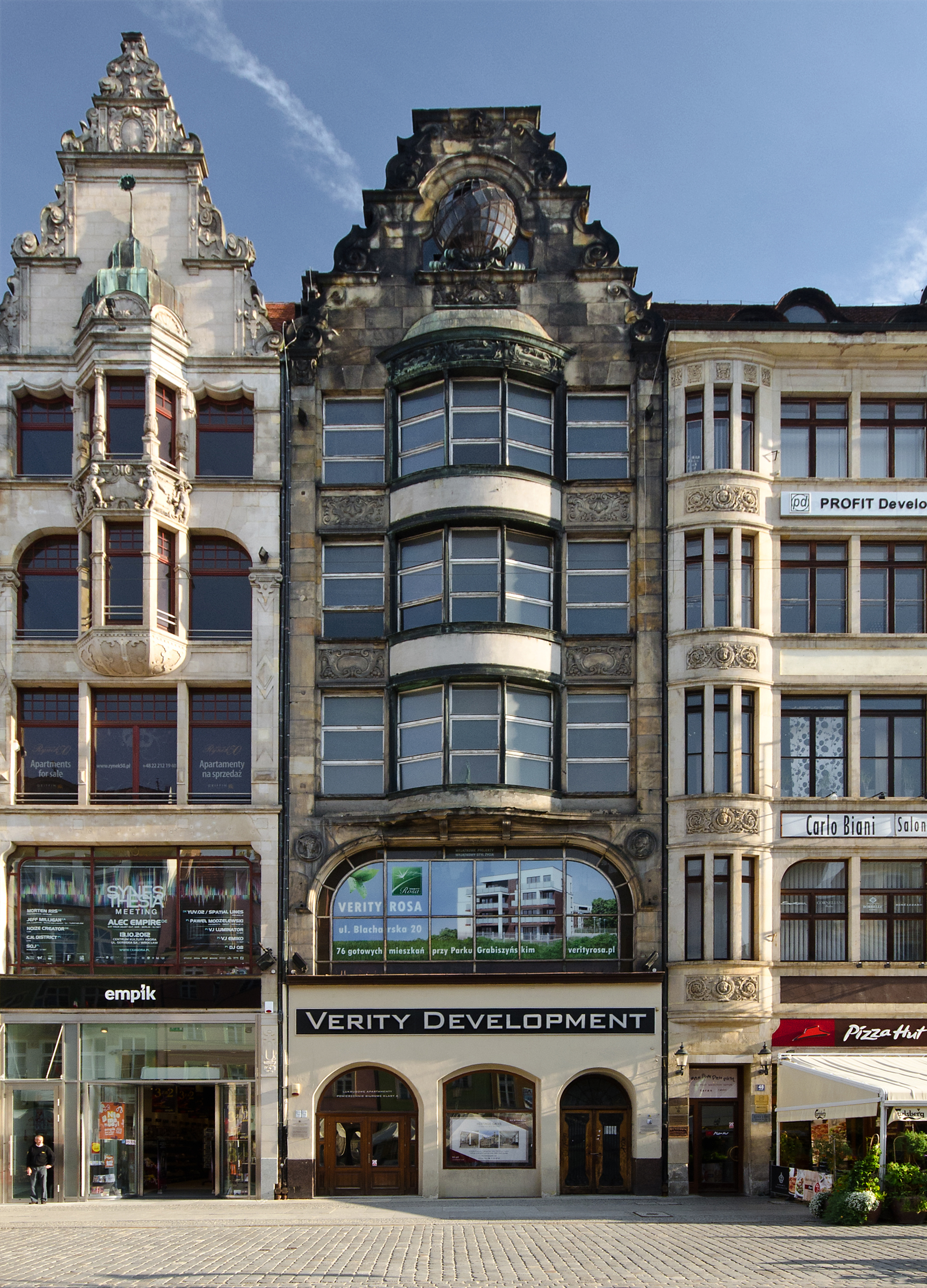
1901
Dom towarowy Louisa Cohna w Rynku 49

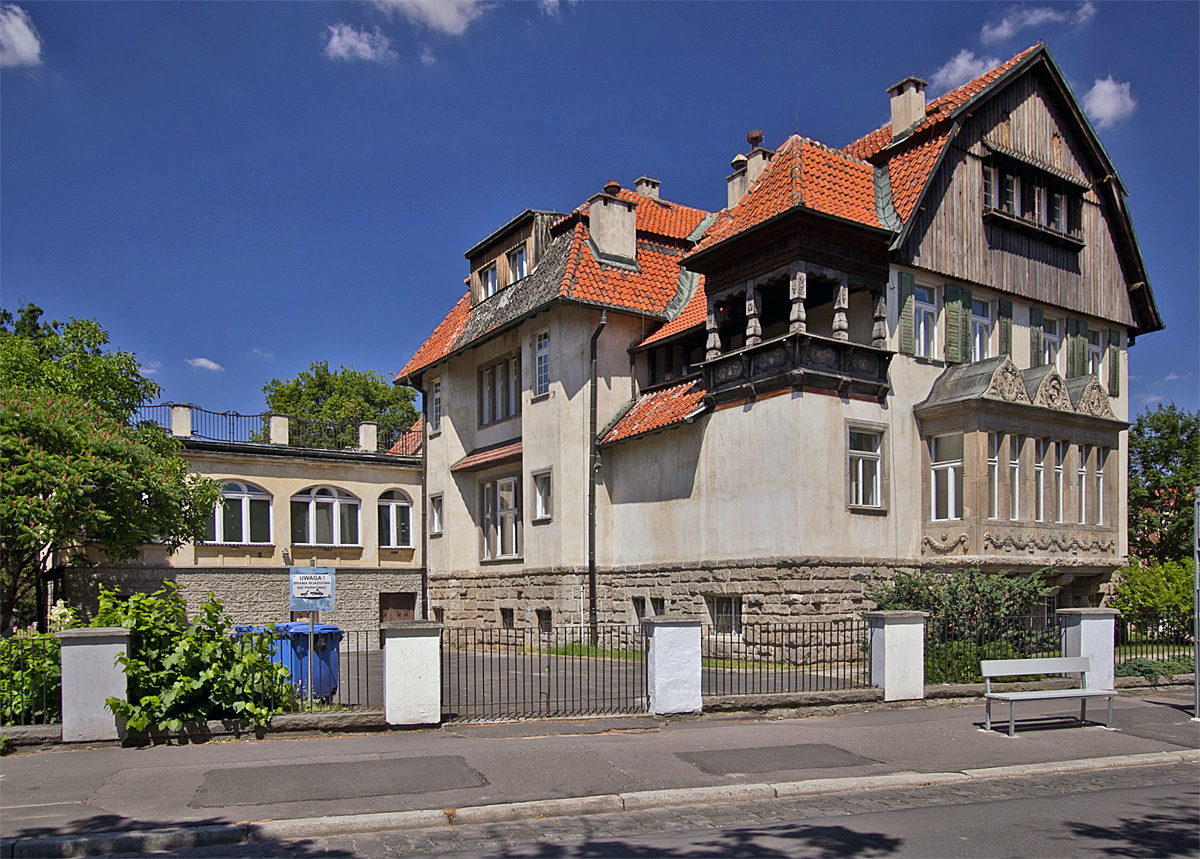
1906
Dom własny Paula Ehrlicha przy ul. Jastrzębiej 18-20

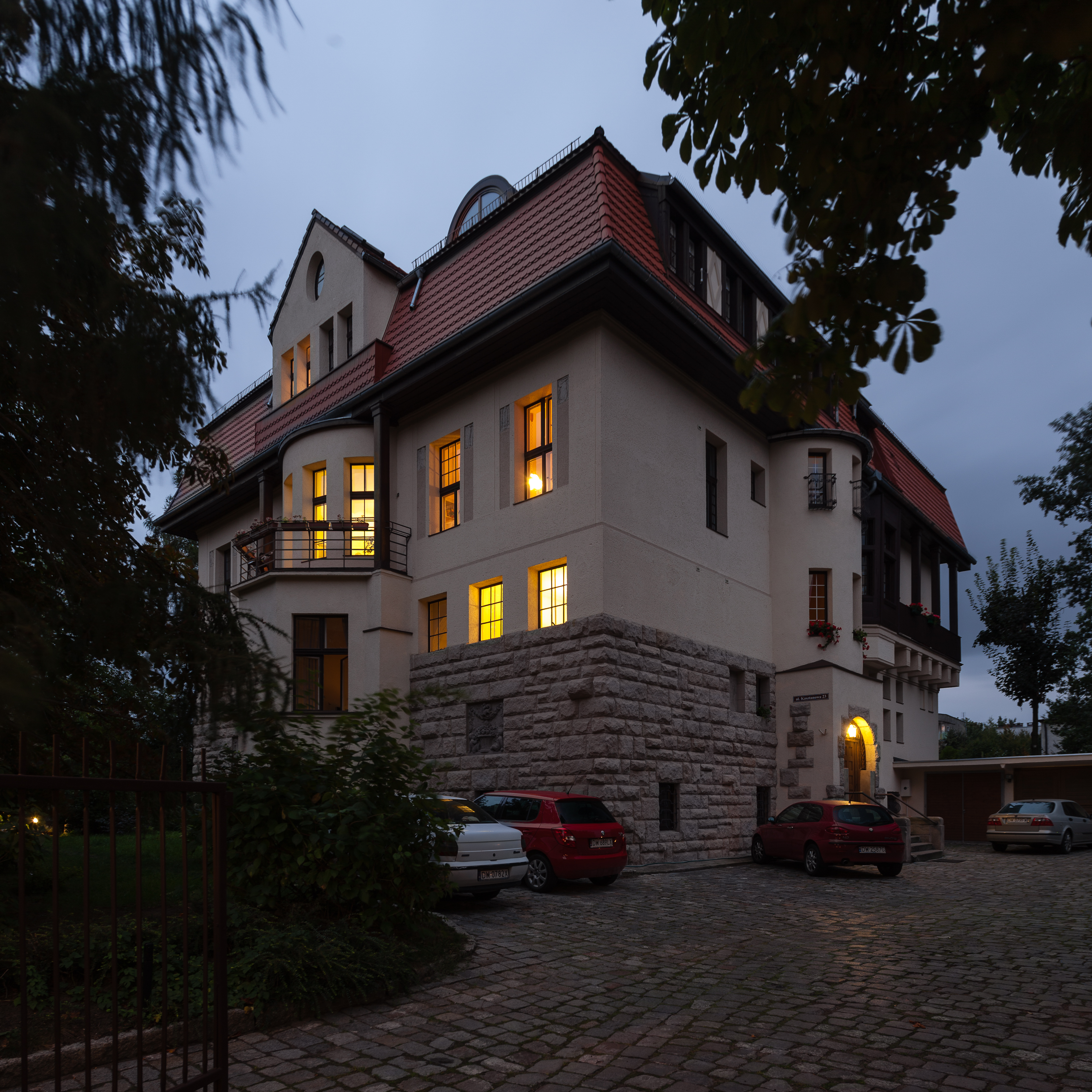
1907
Willa przy al. Kasztanowej 23

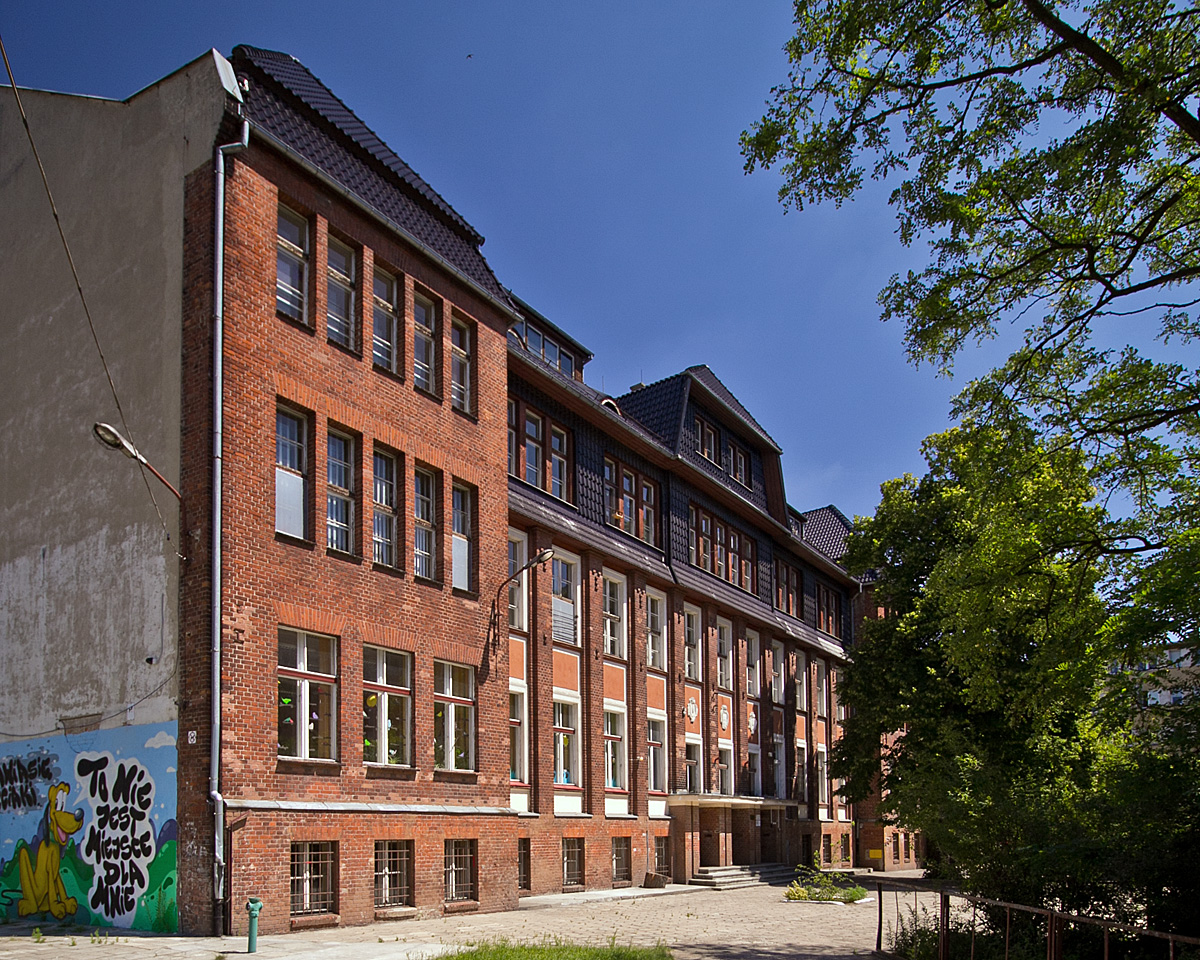
1908
Dawny sierociniec, a następnie żydowska szkoła ludowa przy pl. Pereca 3

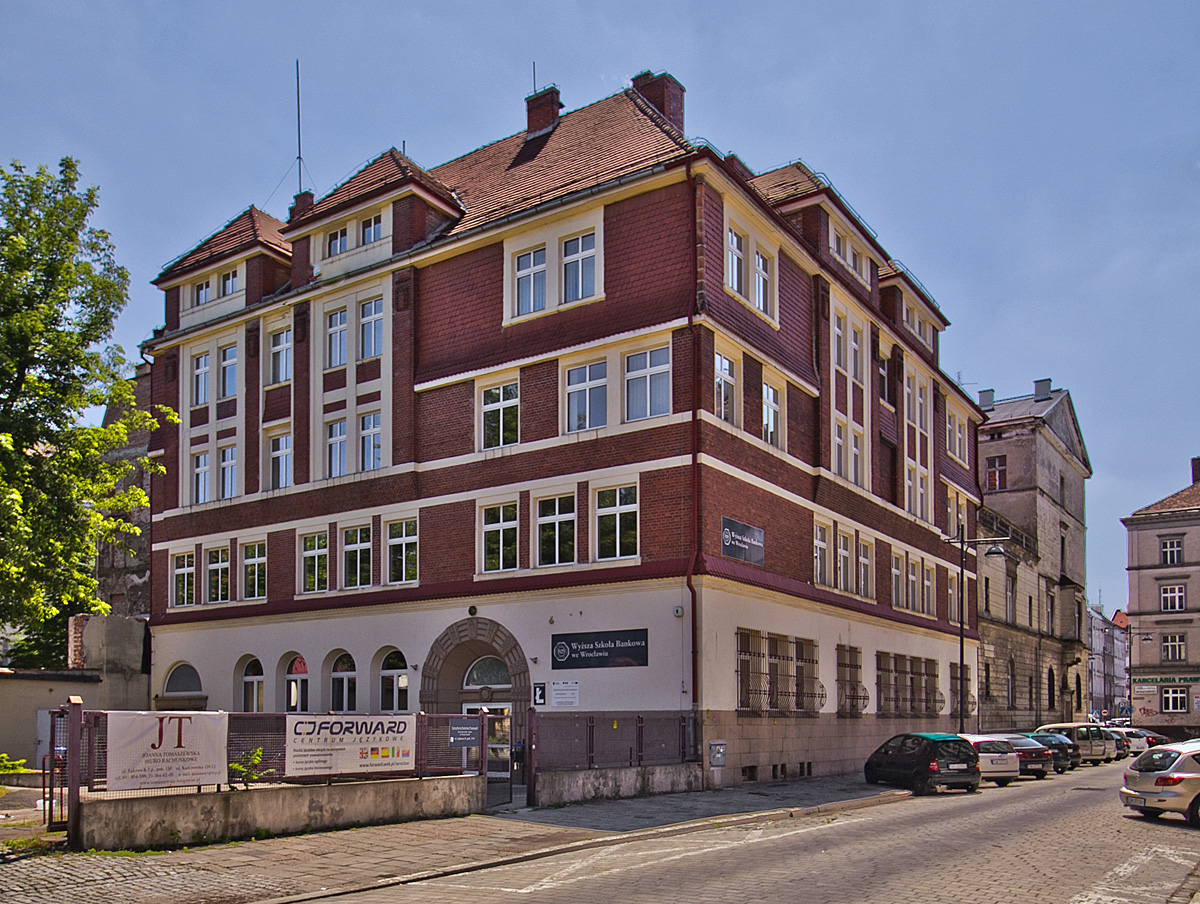
1910
Szkoła żydowska przy ul. Łąkowej 8/10

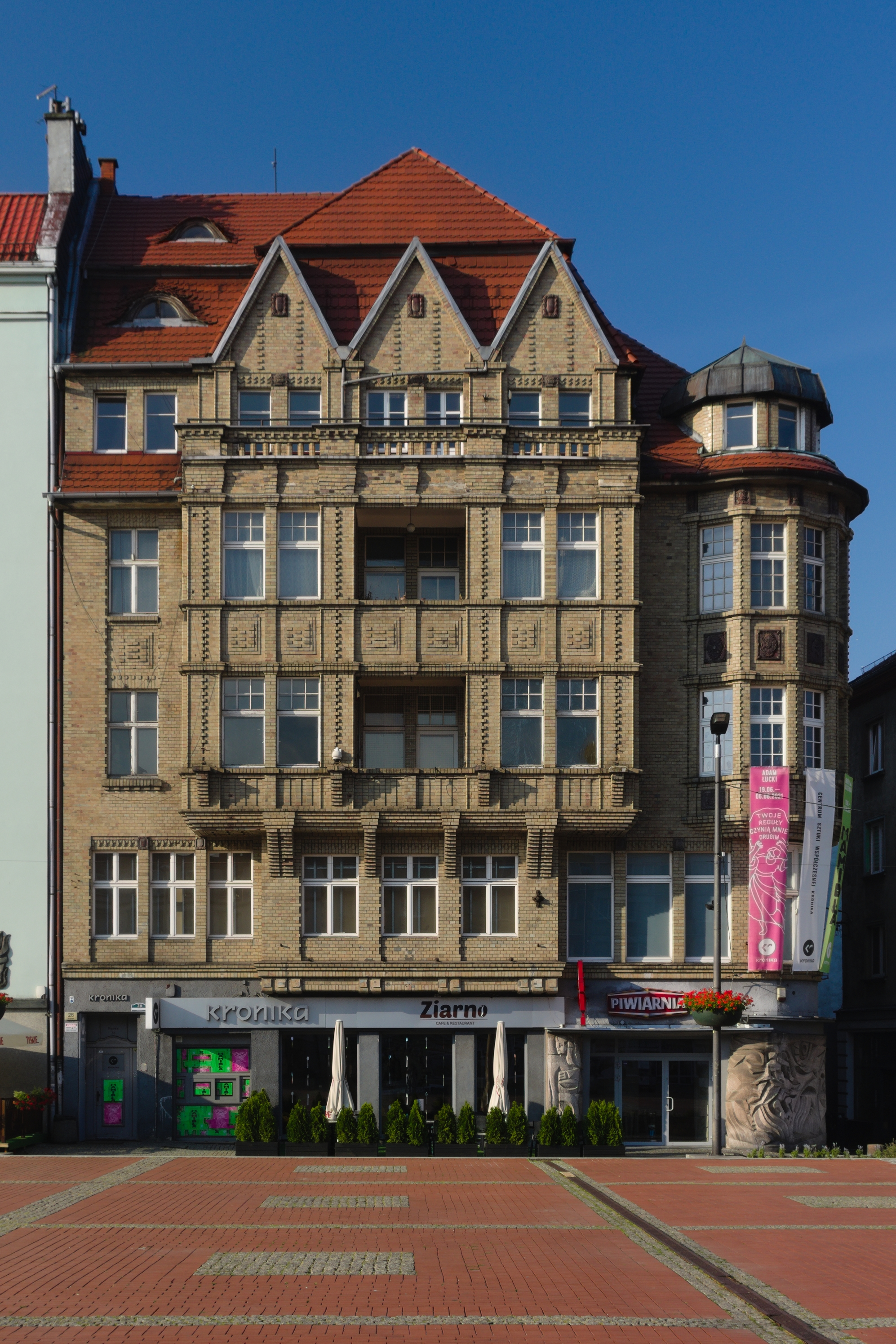
1910
Kamienica, Bytom, Rynek 26

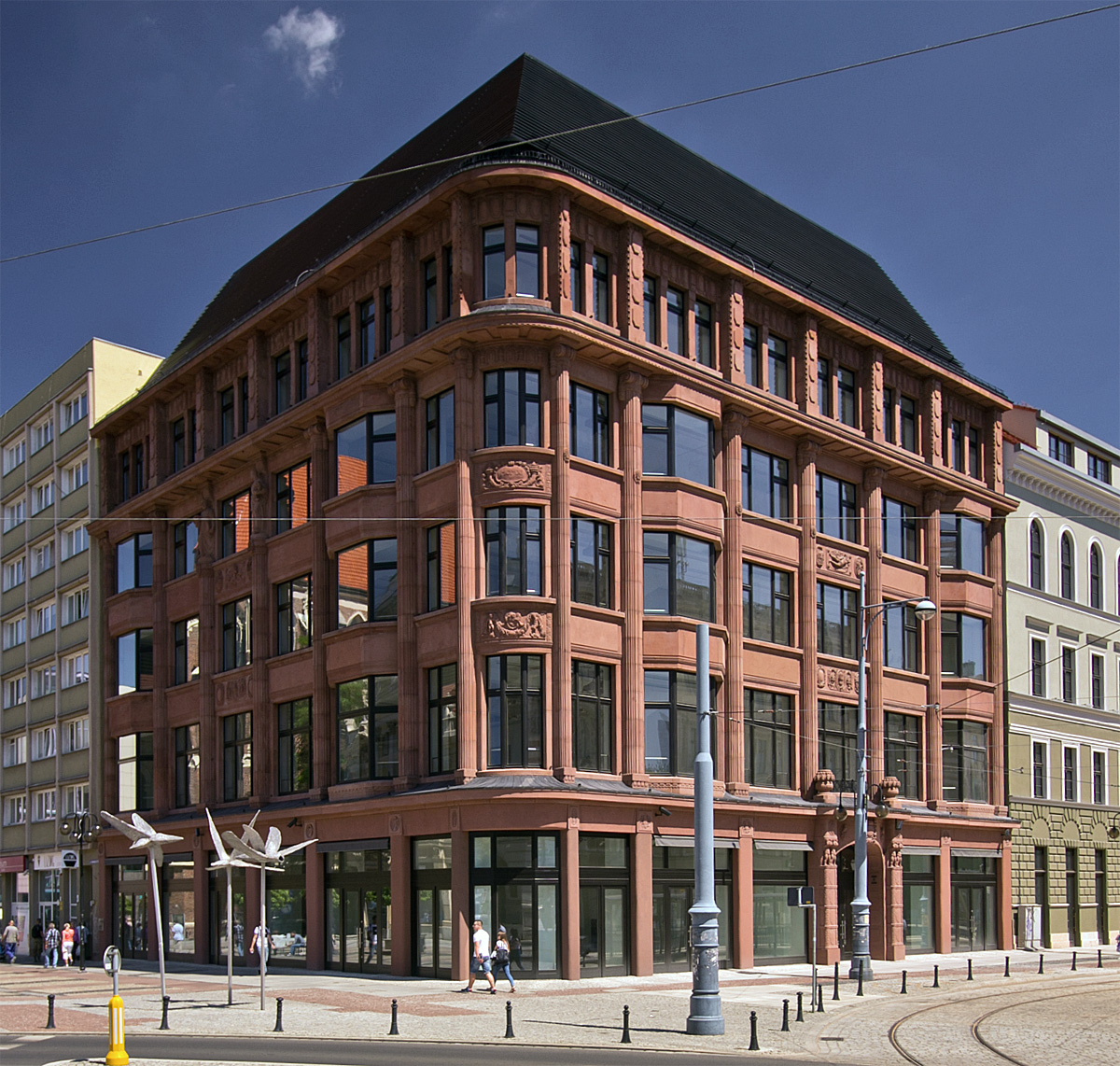
1911
Dom towarowy Juliusa Schottländera przy ul. Świdnickiej 34

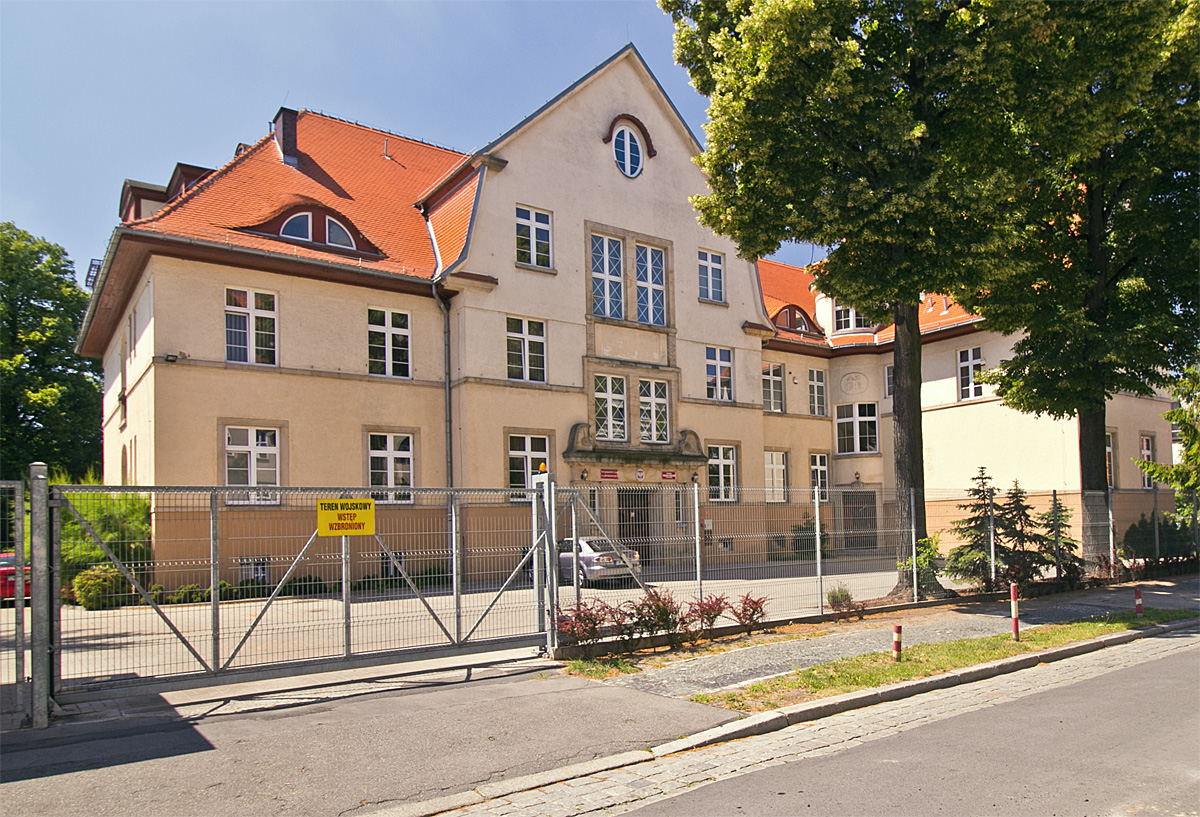
1912
Dom starców fundacji Louisa i Fanny Hille przy ul. Saperów 22/24; obecnie siedziba sądu garnizonowego

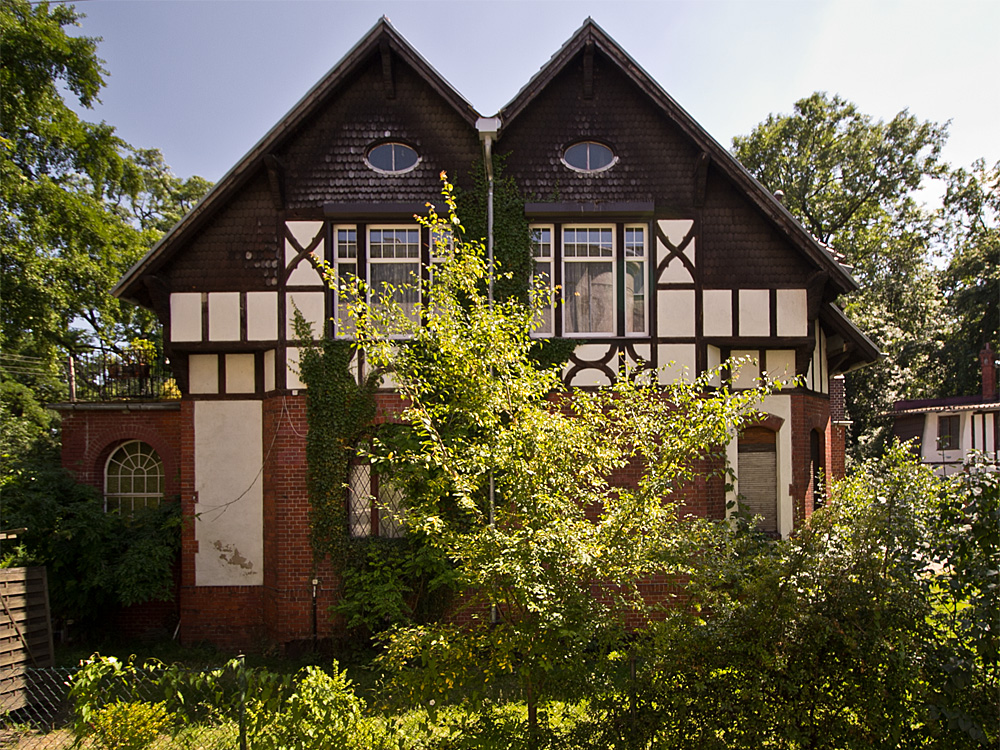
1912
Willa Zeissigów przy ul. Kopernika 16 po przebudowie

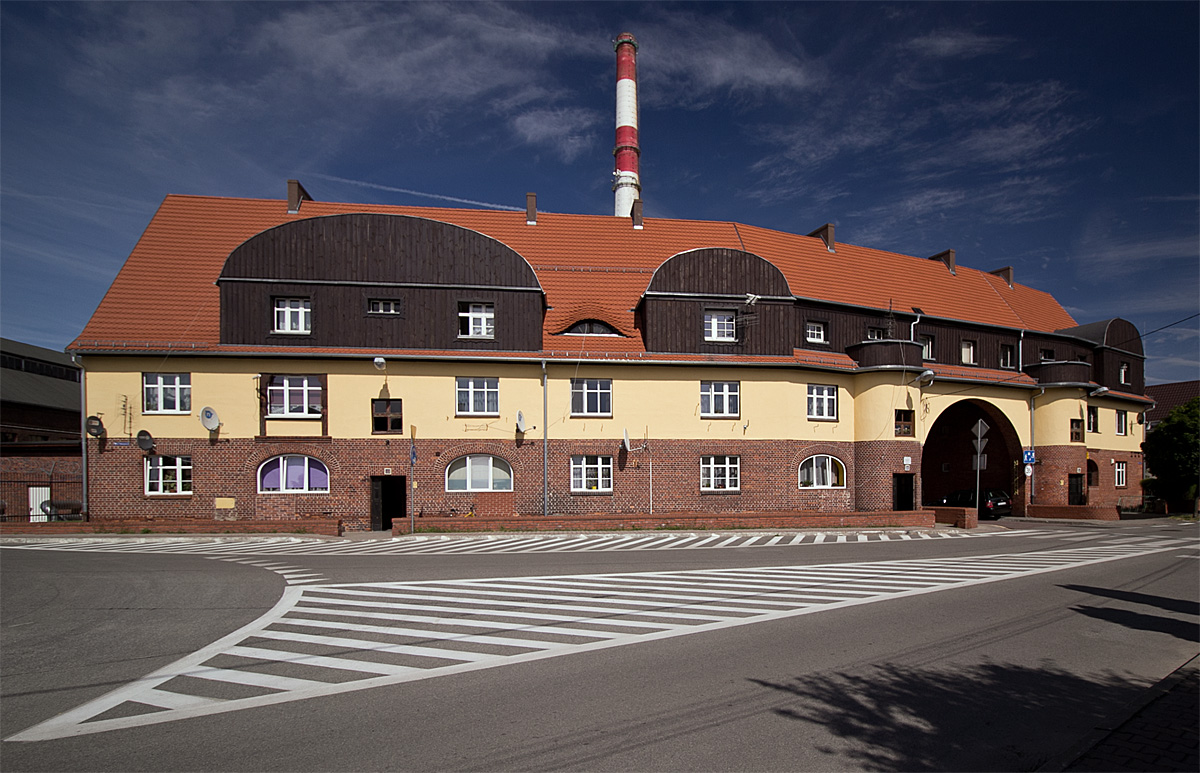
1912
Osiedle pracowników elektrowni w Siechnicach

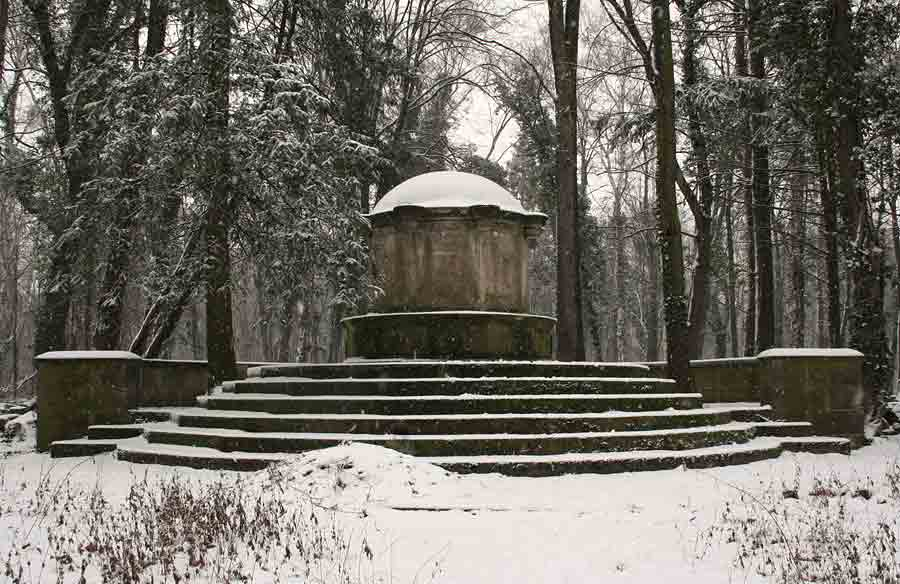
1920
Pomnik żołnierzy żydowskich poległych w I wojnie światowej na nowym cmentarzu żydowskim we Wrocławiu

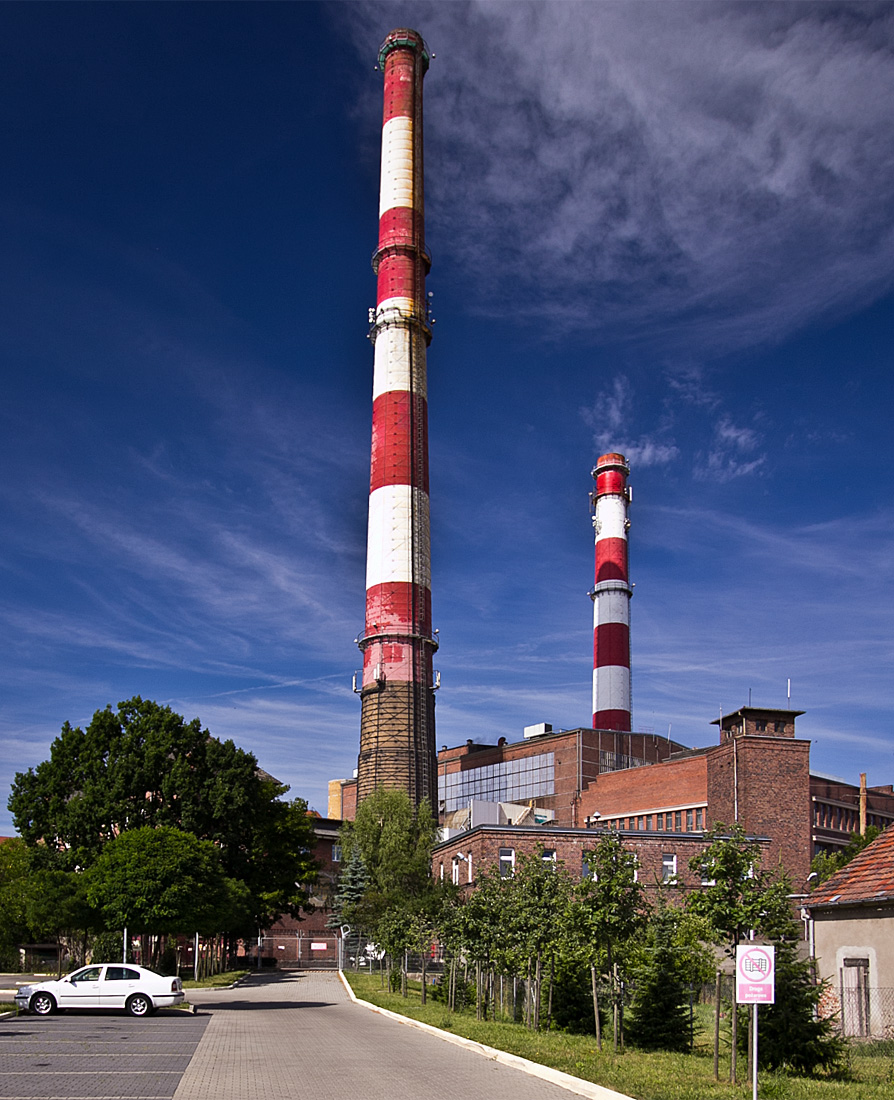
1925
Elektrownia w Siechnicach (obecnie elektrociepłownia „Czechnica”)

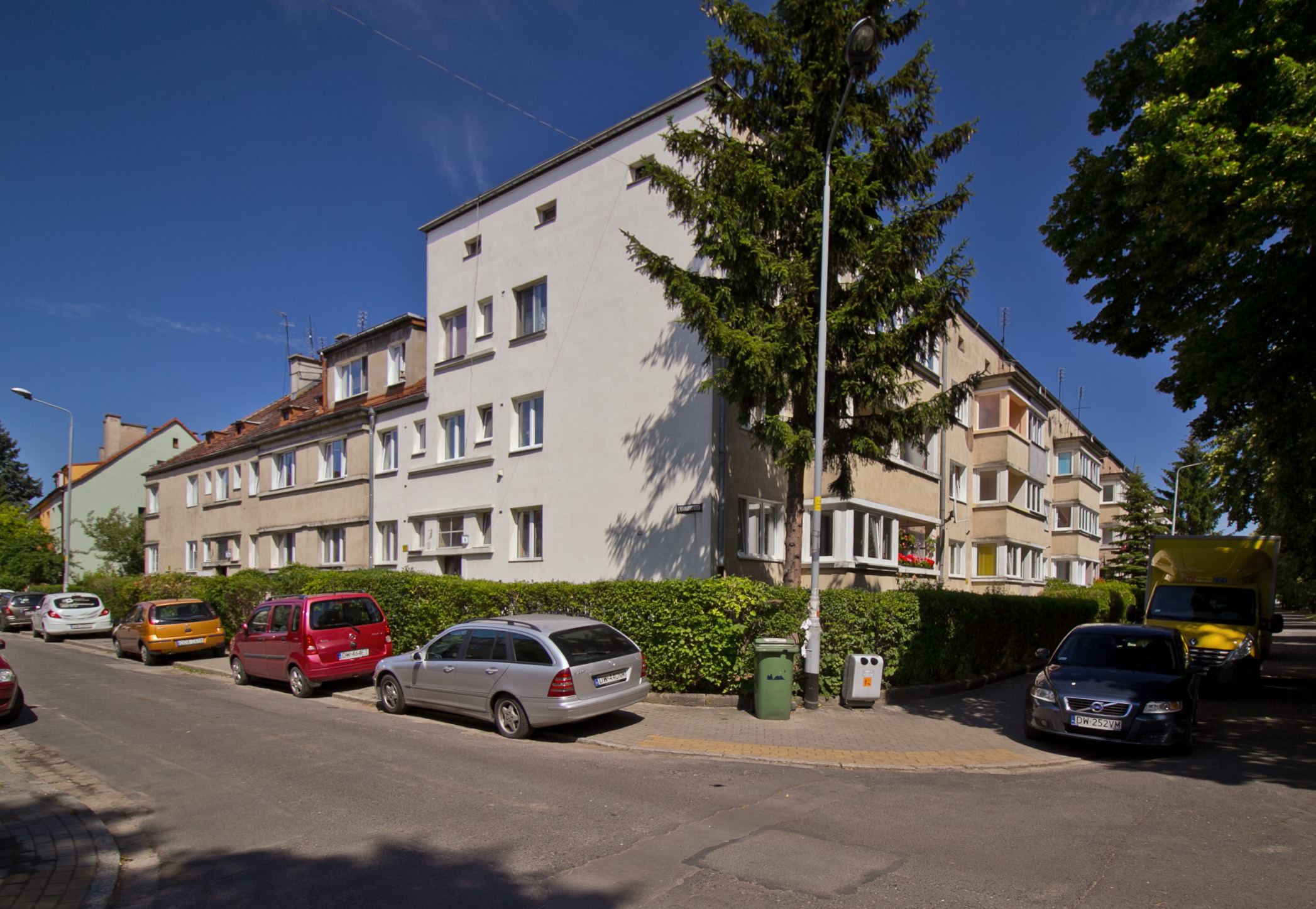
1930
Dom wielorodzinny przy ul. Olszewskiego 110-112

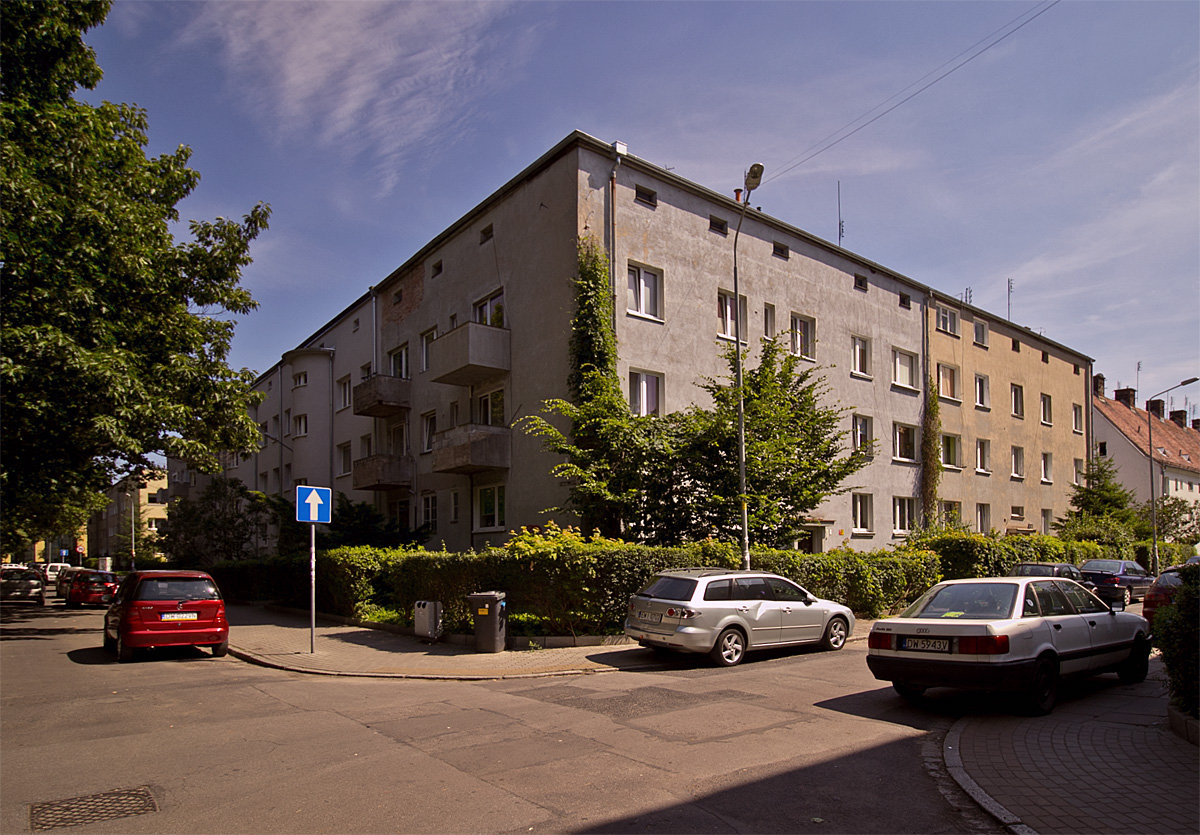
1931
Dom wielorodzinny przy ul. Olszewskiego 91-99

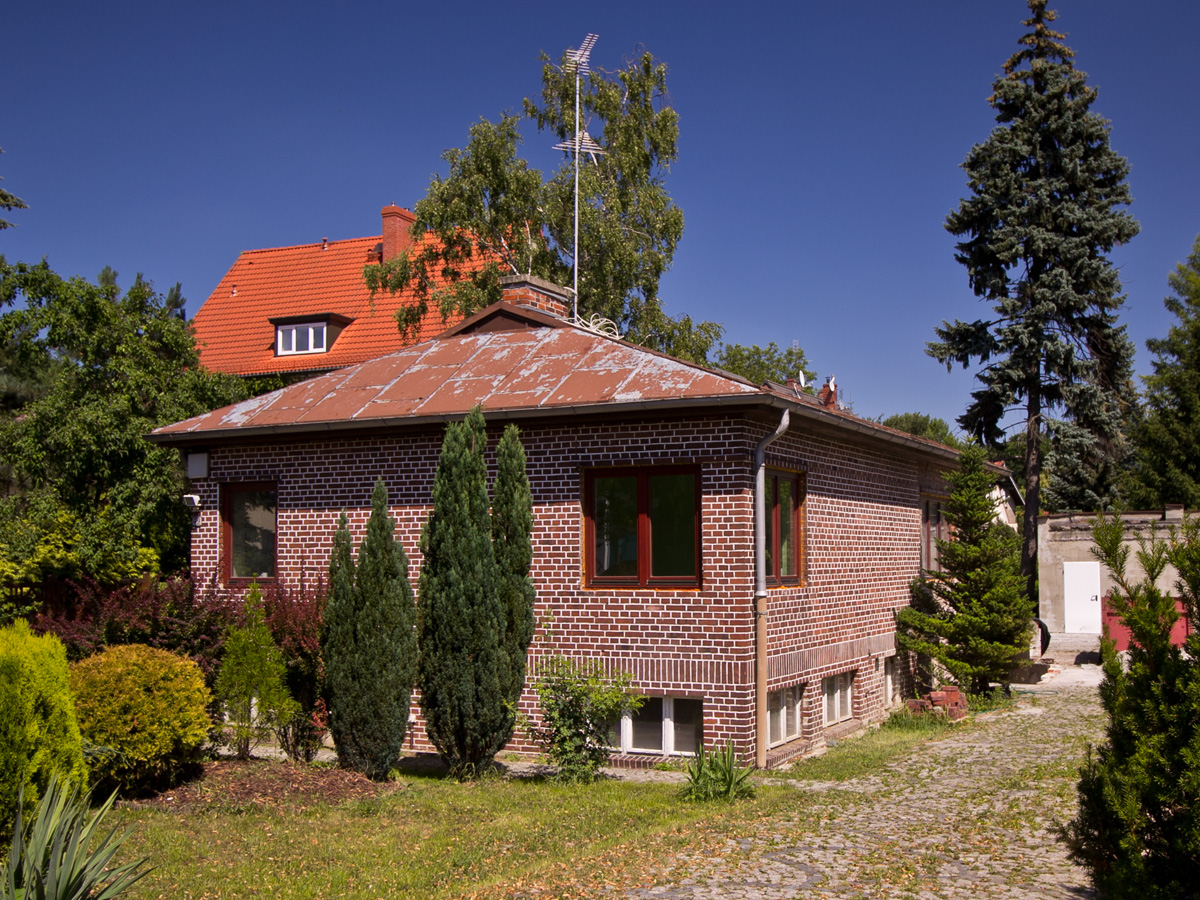
1933
Willa Toni Homagk przy ul. Karłowicza 49

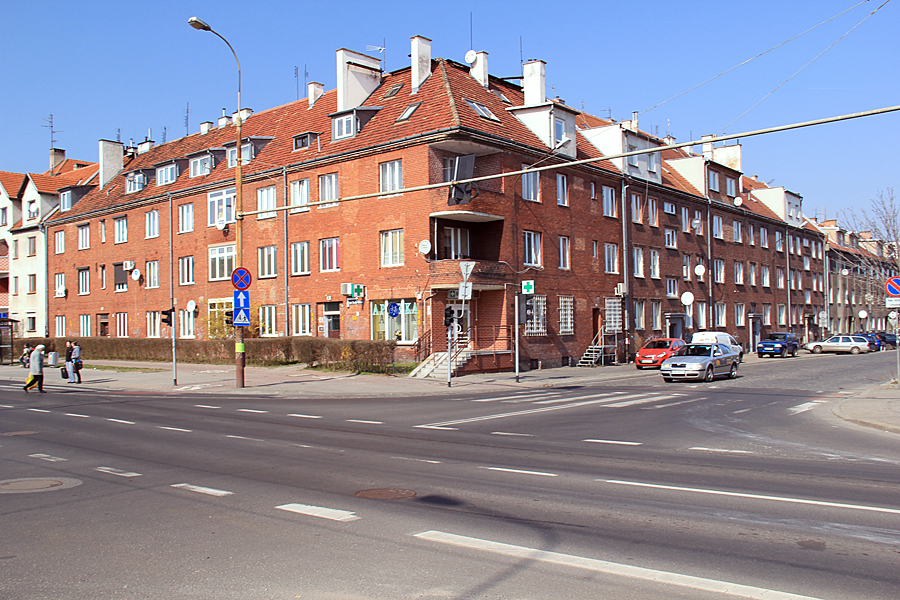
1935
Dom wielorodzinny gminy żydowskiej (w głębi) przy al. Pracy 37-41 we Wrocławiu

Bracia Ehrlichowie: Richard (ur. 19 czerwca 1866 we Wrocławiu, zm. 14 września 1942 w Terezinie) i Paul Hermann (ur. 14 maja 1870 we Wrocławiu, zm. 18 kwietnia 1943 w Terezinie) – niemieccy architekci pochodzenia żydowskiego związani z Wrocławiem.

## Życiorys

### Rodzina i edukacja
Richard i Paul Ehrlichowie pochodzili z zasymilowanej rodziny żydowskiej osiadłej w XIX w. we Wrocławiu. Ich rodzicami byli urodzony w Brzegu mistrz murarski, syn gorzelnika Louis Ehrlich (1831-1913) oraz jego żona Maria z domu Weigert. Bracia mieli jeszcze jedną siostrę Margarethe. Ich dziadek ze strony matki, wrocławski lekarz chirurg Jonas Weigert, był pierwszym Żydem w Prusach przyjętym do loży masońskiej Kosmos. Ojciec Ehrlichów wykonując zawód mistrza murarskiego projektował na zlecenie prywatnych inwestorów kamienice czynszowe, wille oraz lokale gastronomiczne i rozrywkowe we Wrocławiu i innych miastach Śląska. Spod jego ręki wyszły m.in. projekty kamienic przy ul. Cybulskiego 2/4, pl. św. Macieja 10 czy ul. Dąbrowskiego 37, a także przebudowy kamienicy we wschodniej pierzei Rynku pod numerem 38 oraz głównego wejścia do etablissement Liebicha przy dzisiejszej ul. Piłsudskiego. Spośród jego realizacji poza Wrocławiem znana jest m.in. kamienica przy ul. Sienkiewicza 1 w Tarnowskich Górach. Ojciec braci Ehrlichów nie mógł jednak przyjmować zleceń na najbardziej prestiżowe realizacje budynków użyteczności publicznej finansowane przez państwo lub władze lokalne, gdyż te zarezerwowane były dla projektantów posiadających zawód architekta.
To, co nie było dane Louisowi, udało się uzyskać jego synom reprezentującym kolejne coraz bardziej zasymilowane pokolenie niemieckich Żydów. Ukończyli oni najpierw elitarne wrocławskie Gimnazjum św. Marii Magdaleny – Richard w roku 1886, a Paul w 1890. Następnie studiowali architekturę. Wiadomo, że Paul studiował na berlińskiej Akademii Budowlanej będącej wówczas częścią Politechniki w Charlottenburgu. Obaj po studiach i uzyskaniu uprawnień architektów rozpoczęli pracę na państwowej posadzie z tytułem rządowego mistrza budowlanego (niem. Regierungsbaumeister). Ponadto wiadomo, że Paul od roku 1898 był członkiem Związku Architektów i Inżynierów (niem. Architekten- und Ingenieurverein), a później Niemieckiego Związku Architektów. Ehrlichowie należeli zatem już w początkach swojej kariery do elity architektów, nie tylko we Wrocławiu, ale i w całej prowincji śląskiej. Taki awans i możliwość osiągnięcia znacznie wyższej pozycji niż poprzednie pokolenie było możliwe dzięki postępującej wówczas emancypacji Żydów w Niemczech.

### Pierwsze lata działalności
Bracia nie doczekali się jeszcze obszernej monografii o ich życiu i twórczości, stąd pewne braki na liście zrealizowanych przez nich projektów oraz w danych dotyczących życia zawodowego i prywatnego. Pomimo tych braków ich udokumentowany dorobek jest bardzo bogaty, składają się nań reprezentacyjne wille, mieszkalne budynki wielorodzinne, zakłady przemysłowe i znaczące obiekty użyteczności publicznej na terenie Wrocławia oraz w innych miastach Śląska, spośród których najlepiej zbadany jest ich dorobek w Bytomiu. Charakterystyczne jest, że przeważnie zleceniodawcami braci Ehrlichów były gminy i organizacje żydowskie oraz osoby prywatne pochodzenia żydowskiego. Pisze o tym historyk Leszek Ziątkowski w artykule poświęconym społeczności żydowskiej zamieszkującej Przedmieście Świdnickie na przełomie XIX i XX w. mówiąc, że: „Trudno jest przy obecnym stanie wiedzy rozstrzygnąć, czy wynikało to z braku propozycji ze strony zleceniodawców państwowych i prywatnych chrześcijańskich, czy też był to efekt swoistego rodzaju solidaryzmu wewnątrz społeczności mozaistycznej Wrocławia”.
Brak jest danych w źródłach na temat projektów, jakie wykonywali obaj bracia na zlecenie instytucji państwowych czy municypalnych w pierwszych latach swojej działalności pracując na posadach rządowych mistrzów budowlanych. Jednym z nielicznych udokumentowanych zleceń z tego zakresu jest projekt rozbudowy willi prezydenta rejencji przy ul. Jaworowej 19/21, w której obecnie swoją siedzibę ma oddział dolnośląski Państwowego Instytutu Geologicznego. Dużą część pracy pochłaniały im jednak w tym czasie zlecenia płynące ze strony gminy żydowskiej, a były to projekty bardzo ważne z punktu widzenia powiększającej się w tym czasie wrocławskiej społeczności mozaistycznej. W roku 1899 powstał projekt zabudowań przy ul. Włodkowica 5-9 otaczających dziedziniec wokół synagogi Pod Białym Bocianem mieszczących m.in. budynek zarządu gminy, mieszkania, szkołę religijną i mykwę. Budynki te wznoszone do roku 1902 służą potrzebom wrocławskich Żydów do dziś. Również samo wnętrze synagogi Pod Białym Bocianem zostało przebudowane według projektu braci w roku 1905, kiedy to stare drewniane empory przeznaczone dla kobiet zastąpiono żelbetowymi galeriami.
Innymi dwiema ważnymi inwestycjami gminy w tym czasie były budowa nowego szpitala żydowskiego, gdzie obaj bracia nadzorowali prace budowlane wcześniej wprowadzając poprawki do projektu wykonanego przez berlińskich architektów Reinharda Herolda i Heino Schmiedena, oraz cmentarz żydowski na Kozanowie, gdzie Paul wykonał projekt nekropolii we współpracy z miejskim dyrektorem ogrodnictwa Hugo Richterem. Poza tym w tymże okresie na zlecenie prywatnych inwestorów obaj bracia wykonali na terenie Wrocławia projekty czterech domów towarowych, z których trzy znajdowały się w Rynku: Trautner należący do Louisa Cohna, sąsiadujący z nim Hünert oraz mieszczący się w południowej pierzei dom firmy „S.L. Landsberger”. Czwartym był dom towarowy należący do kupca Carla Klussmanna przy ul. Świdnickiej. Spośród pozawrocławskich realizacji obu braci z tego okresu źródła wymieniają budowę reprezentacyjnej willi dla doktora Feliksa Hayna w Bytomiu oraz przebudowę w duchu secesji synagogi w Lesznie. Ta druga inwestycja jest jedyną jak do tej pory zrealizowaną poza Śląskiem w dorobku Ehrlichów, o której wspominają źródła.

### Biuro projektowe Richard und Paul Ehrlich
Kolejny etap w karierze obu braci rozpoczyna się w roku 1906. Zakończyli służbę na państwowej posadzie rozpoczynając jednocześnie działalność własnego biura architektonicznego. Ich nowa pracownia nosząca nazwę „Richard und Paul Ehrlich” miała swoją siedzibę przy Berliner Platz 22 (dzisiejszym placu Orląt Lwowskich) w nieistniejącej już dzisiaj kamienicy, którą w roku 1873 zaprojektował ich ojciec Louis. Prowadząc tę pracownię przez następne niemal trzydzieści lat realizowali zlecone projekty zarówno razem, jak i osobno, jednak niemal zawsze podpisywali je wspólnie. Młodszy z braci specjalizował się w projektowaniu wnętrz. Pracując na własny rachunek używali jednak nadal nobilitującego tytułu z czasów pracy na państwowej posadzie podpisując swoje projekty „Regierungsbaumeister a.D.” – tytułu rządowego mistrza budowlanego w stanie spoczynku.
Okres pierwszych lat działalności pracowni braci Ehrlichów, który zamyka moment wybuchu I wojny światowej, to czas bardzo dla nich udany. Zdążyli wówczas zrealizować wiele znaczących inwestycji. Wśród nich były projekty luksusowych willi na osiedlu Borek zamieszkiwanym przez zamożnych wrocławian: kupców, bankierów, wysokich urzędników państwowych czy profesorów uniwersytetu. Do najważniejszych projektów zaliczane są wille: bankiera Georga Cohna przy al. Jaworowej 9/11, Fritza Ehrlicha przy al. Akacjowej 12 i Adolfa Sternberga przy al. Kasztanowej 23-25. Jednak za najlepszy projekt willi wielu krytyków, także współczesnych, uważa dom własny Paula Ehrlicha wybudowany w roku 1906 u zbiegu ulic Jastrzębiej i Racławickiej, w stylu będącym połączeniem XIX-wiecznego historyzmu z modnym wówczas stylem landhausu czerpiącego wzorce z tradycyjnego ludowego budownictwa. Na szczególną uwagę zasługuje niezwykła dbałość o detale. Paul Ehrlich projektując ten dom zaprosił do współpracy kilku artystów z Miejskiej Szkoły Rękodzielnictwa i Przemysłu Artystycznego. Detale kamieniarskie wykonał rzeźbiarz Richard Schipke, a metaloplastyczne mistrz kowalstwa artystycznego Jaroslav Vonka. W tym też okresie powstały także projekty dwóch kamienic jednorodzinnych przy ul. Pocztowej, a także osiedla domów wielorodzinnych przy elektrowni w podwrocławskich Siechnicach. Podejmowali się także wykonania projektu rozbudowy istniejących domów, których projektantem w niektórych przypadkach był jeszcze ich ojciec. Tak było np. z willą Zeissigów przy ul. Kopernika 16, zaprojektowaną przez Louisa Ehrlicha w roku 1898, którą obaj bracia dwukrotnie powiększali w roku 1902 i 1912.
Przed I wojną światową Ehrlichowie zdążyli też zrealizować projekty kolejnych budynków służących członkom gminy żydowskiej oraz fundacji dobroczynnych zakładanych przez mieszczan pochodzenia żydowskiego: budynki administracyjne na starym cmentarzu żydowskim przy ul. Ślężnej, rozbudowę szpitala żydowskiego, sierociniec przy pl. Pereca 3, szkołę przy ul. Łąkowej 8/10 w bezpośrednim sąsiedztwie nowej synagogi, dom opieki fundacji Arnolda i Herrmanna Schottländerów przy ul. Sztabowej 93 tuż przy szpitalu żydowskim oraz dom starców fundacji Louisa i Fanny Hille przy ul. Saperów 22/24 i domy mieszkalne fundacji Gotthelfa przy ul. Czarnieckiego 93-95. Spośród budowli komercyjnych zaprojektowanych przez braci w tym czasie za najbardziej udane uznaje się dom towarowy firmy J.Z. Hamburger przy ul. Krupniczej i dom towarowy Juliusa Schottländera przy ul. Świdnickiej 34. Szczególnie ten drugi odznaczał się nowoczesną wówczas konstrukcją oraz awangardową formą i spotkał się z uznaniem w fachowej prasie ogólnoniemieckiej. Styl, w jakim tworzyli wówczas bracia Ehrlichowie, to stopniowe przechodzenie od form historyzujących do secesji. Odnaleźć także można pierwsze początki rodzącego się modernizmu, szczególnie w konstrukcji. Oprócz projektowania budynków przyjmowali także wówczas zlecenia na wykonanie projektów nagrobków i grobowców, które do dziś można zobaczyć m.in. na starym cmentarzu żydowskim przy ul. Ślężnej.
Słabo udokumentowana jest działalność braci Ehrlichów w czasie I wojny światowej, jak i w pierwszych dwóch latach po jej zakończeniu. Do nielicznych wyjątków pod tym względem należy projekt wykonanego w roku 1915 domu towarowego z tekstyliami firmy A.J. Mugadana przy ul. Świdnickiej 22, którego budynek zachował się do dziś. Znana jest natomiast ich aktywność w latach dwudziestych. W okresie Republiki Weimarskiej byli we Wrocławiu uznanymi architektami biorącymi udział w ważnych dla miasta przedsięwzięciach. Świadczyć o tym może fakt, że zostali zaproszeni wraz z innymi czołowymi wówczas wrocławskimi architektami do dwóch organizowanych przez magistrat prestiżowych konkursów. Najpierw w roku 1925 przedstawili swoją koncepcję zabudowy placu wokół kościoła św. Elżbiety. Następnie cztery lata później startowali w konkursie na projekt gmachu Miejskiej Kasy Oszczędności w Rynku. Jednak bez powodzenia. Nieco wcześniej, w roku 1922, starszy z braci Richard był jednym z sędziów w konkursie na przebudowę centrum Wrocławia.
W okresie międzywojennym Ehrlichowie nadal przyjmowali zlecenia od gminy żydowskiej na projekty obiektów służącej jej członkom. W roku 1920 na nowym cmentarzu żydowskim przy ul. Lotniczej młodszy z braci Paul zaprojektował pomnik poświęcony pamięci pochodzących z Wrocławia poległych w czasie I wojny światowej żydowskich żołnierzy oraz pole z ich nagrobkami. Ponadto po raz drugi wykonali projekt rozbudowy szpitala żydowskiego oraz znajdującego się w jego bezpośrednim sąsiedztwie budynku fundacji Beate Guttmann przeznaczonego dla samotnych starszych kobiet.
Styl, w jakim tworzyli bracia Ehrlichowie w okresie międzywojennym, to dojrzały modernizm, a ściślej jego nurt ekspresjonistyczny. Przykładem tego są największe inwestycje, jakie zaprojektowali w latach dwudziestych: nieistniejące już, zniszczone w roku 1945, bloki mieszkalne na osiedlu Szczepin przy ul. Zielonogórskiej, dwa zachowane do dziś bloki przy ul. Olszewskiego na Biskupinie, wykonane w latach 1925–1926 rozbudowy dwóch elektrowni należących do koncernu Elektrizitätswerk Schlesien, w podwrocławskich Siechnicach i Wałbrzychu, przebudowa sali Wrocławskiego Domu Koncertowego, przy projekcie której Richard Ehrlich współpracował ze swoim kolegą Hansem Poelzigiem. Bliskie założeniom architektury Neues Bauen były także projekty szkoły w Kamiennej Górze, domku letniskowego w Górce koło Sobótki z roku 1929 czy skromny dom jednorodzinny dla Toni Homagk wybudowany roku 1933 przy ul. Moniuszki 49 na osiedlu Zalesie. Dalszą fascynację architekturą rodzimą zdradzały natomiast zbudowane w roku 1926 oszalowane deskami domy osiedla dla pracowników fabryki w Bielawie.

### Ostatnie lata życia
W latach trzydziestych aktywność zawodowa obu braci była mocno ograniczona. Byli oni już w podeszłym wieku, ale przede wszystkim od czasu dojścia w Niemczech narodowych socjalistów do władzy, a szczególnie od czasu wprowadzenia ustaw norymberskich jako Żydzi byli obiektem nagonki ze strony nazistowskiej propagandy. Zarówno Ehrlichowie, jak i inni architekci żydowskiego pochodzenia mogli realizować w tamtym okresie jedynie zlecenia gminy żydowskiej, żydowskich organizacji czy prywatnych inwestorów należących do społeczności żydowskiej. Ostatnim dużym projektem, jaki obaj bracia zrealizowali, był wielorodzinny budynek mieszkalny przy al. Pracy 37-41 ufundowany przez gminę synagogalną przeznaczony dla niezamożnych rodzin żydowskich. Drugą część tego narożnego budynku od strony al. Hallera sfinansowaną przez fundację Östreicherów projektował Moritz Hadda, którego kilka lat później spotkał taki sam tragiczny los jak braci Ehrlichów. W tym samym roku 1935 bracia zakończyli ostatecznie działalność swojego biura po prawie trzydziestu latach owocnej pracy.
W czasie II wojny światowej bracia Ehrlichowie podzielili los większości wrocławskich Żydów, którym nie udało się wyjechać z Niemiec, zanim naziści zdecydowali o ich zagładzie. Zostali wraz ze swoimi rodzinami wywiezieni z Wrocławia, a następnie zamordowani w obozie koncentracyjnym Theresienstadt utworzonym w Terezinie na terenie Protektoratu Czech i Moraw, do którego kierowano transporty Żydów z Wrocławia i innych miast Rzeszy. Młodszy z braci Paul został wywieziony z Wrocławia w dniu 27 lipca 1942 r. w transporcie liczącym 1100 osób, z których pobyt w obozie przeżyło tylko 23. Przed przybyciem do Terezina przebywał jeszcze przez pewien czas w obozie przejściowym w Krzeszowie. Zginął 18 kwietnia 1943 r. Starszy z braci, Richard, został wywieziony w transporcie w dniu 31 sierpnia tego samego roku. Transport ten liczył 1065 osób, z których tylko 30 udało się przeżyć. Do Terezina dotarł poprzez obóz przejściowy w Prędocicach. Zmarł niespełna dwa tygodnie po przybyciu 14 września 1942 r. Jako przyczynę jego śmierci w karcie zgonu podano wadę serca. W tym samym transporcie co Richard została deportowana do Terezina także siostra obu braci Margarete. Zmarła w obozie 8 listopada 1942 r.

## Projekty

### We Wrocławiu
- 1899 – zespół zabudowań zarządu Gminy Żydowskiej przy ul. Włodkowica 5–9[8]
- 1901 – rozbudowa willi prezydenta rejencji przy al. Jaworowej 19/21[7]
- 1901–1902 – nowy cmentarz żydowski na Kozanowie wraz z budynkami pomocniczymi: kostnicą, domem przedpogrzebowym i budynkiem biurowym[58]
- 1901–1904 – kierownictwo budowy i zmiany w projekcie szpitala żydowskiego przy ul. Sudeckiej 96 opracowanym przez Reinharda Herolda i Heino Schmiedena[42]
- 1901 – przebudowa kamienicy w Rynku nr 49 na dom handlowy „Trautner” Louisa Cohna[12]
- 1902 – przebudowa kamienicy przy ul. Lelewela 13 na szkołę dla dziewcząt[59]
- 1902 – przebudowa Wrocławskiego Domu Koncertowego przy ul. Piłsudskiego[60]
- 1902 – rozbudowa willi Zeisigów przy ul. Kopernika 16[61]
- 1904 – przebudowa kamienicy w Rynku nr 50 na dom handlowy „Hünert”[13]
- 1905 – przebudowa wnętrza Synagogi Pod Białym Bocianem[10]
- 1905 – dom towarowy Carla Klussmanna w miejscu dawnej kamienicy „Pod Słoniem” przy ul. Świdnickiej 38-40 oraz Słodowej 3-5 (nie istnieje)[15][62]
- 1905 – przędzalnia firmy „Schwerin & Söhne” na Grabiszynie przy ul. Ostrowskiego[63]
- 1905 – dom towarowy firmy „S.L. Landsberger” Rynku nr 20 (nie istnieje)[14]
- 1906 – przebudowa domu towarowego Eduarda Bielschowsky’ego przy ul. św. Mikołaja 75[64]
- 1906 – willa Paula Ehrlicha przy ul. Jastrzębiej 18-20[22]
- 1906 – willa Karla Schreibera przy ul. Januszowickiej 30 (nie istnieje)[65]
- 1907 – willa Paula Wolfesa przy ul. Orlej 15
- 1907 – willa Adolfa Sternberga przy al. Kasztanowej 23-25[21]
- 1907 – willa Fritza Ehrlicha przy al. Akacjowej 12[20]
- 1907 – domy mieszkalne fundacji Gotthelfa przy ul. Czarnieckiego 93-95 (nie istnieją)[34]
- 1908 – sierociniec żydowski przy pl. Pereca 3, zaadaptowany w r. 1921 na żydowską szkołę powszechną[31]
- 1908 – willa radcy Ernsta Friedenthala przy ul. Ulanowskiego 18/20
- 1909 – dom towarowy firmy „J. Z. Hamburger” przy ul. Krupniczej 6-8 i Kazimierza Wielkiego 27[35]
- 1909 – kamienica jednorodzinna Franza Leonharda przy ul. Pocztowej 6 (nie istnieje)[25]
- 1909 – kamienica jednorodzinna Otto Bergera przy ul. Pocztowej 8 (nie istnieje)[26]
- 1910 – budynek szkoły żydowskiej przy ul. Łąkowej 8/10 połączony z kamienicą mieszkalną przy ul. Kościuszki 12
- 1910–1911 – dom towarowy Juliusa Schottländera przy ul. Świdnickiej 34[36]
- 1910–1912 – rozbudowa szpitala żydowskiego przy ul. Sudeckiej 96 – dobudowanie oddziału ginekologicznego i okulistycznego[30]
- 1912 – willa Georga Cohna przy al. Jaworowej 9/11[19]
- 1912 – dom przedpogrzebowy i mieszkanie dozorcy na starym cmentarzu żydowskim przy ul. Ślężnej (nie istnieją)[29]
- 1912 – dom opieki fundacji Arnolda i Herrmanna Schottländerów przy ul. Sztabowej 93[32]
- 1912 – druga rozbudowa willi Zeisigów przy ul. Kopernika 16[28]
- 1912 – dom starców fundacji Louisa i Fanny Hille przy ul. Saperów 22/24[33]
- 1915 – dom towarowy A.J. Mugadana przy ul. Świdnickiej 22[38]
- 1920 – pomnik poległych w I wojnie światowej na nowym cmentarzu żydowskim[41]
- 1920 - przebudowa łazienki w willi przy ulicy Akacjowej 10 we Wrocławiu[66]
- 1923 – willa Moritza Weissenberga przy ul. Krakusa 5
- 1924 – willa „Perls” Maksa Lewina przy al. Akacjowej 17/19 (nie istnieje)[67]
- 1925 – przebudowa głównej sali Wrocławskiego Domu Koncertowego ul. Piłsudskiego we współpracy z Hansem Poelzigiem (budynek obecnie nie istnieje)[50]
- 1927 – druga rozbudowa szpitala żydowskiego przy ul. Sudeckiej 96 – dobudowanie pracowni rentgenowskiej[42]
- 1928 – dom wielorodzinny na osiedlu Szczepin przy ul. Lubińskiej 2, Zachodniej 75a-77 i Zielonogórskiej 47 (nie istnieje)[44]
- 1929 – dom wielorodzinny na osiedlu Szczepin przy ul. Zielonogórskiej 73 i Ścinawskiej 48 (nie istnieje)[45]
- 1929 – budynek fundacji Beate Guttmann przy al. Wiśniowej 36a[43]
- 1930 – dom wielorodzinny na Biskupinie przy ul. Abramowskiego 1-1a, Olszewskiego 100-112 i Mielczarskiego 2-2a[46]
- 1931 – dom wielorodzinny na Biskupinie przy ul. Stanisławskiego 1-3, Olszewskiego 91-99 i Kotsisa 2-4[47]
- 1933 – dom jednorodzinny Toni Homagk przy ul. Karłowicza 49[53]
- 1935 – domy mieszkalne przy al. Pracy 37-41, należące do gminy żydowskiej

### Poza Wrocławiem
- 1903 – willa Feliksa Hayna przy ul. Wrocławskiej 38 w Bytomiu[16]
- 1905 – przebudowa Nowej Synagogi w Lesznie[17]
- 1910 – kamienica w Rynku 26 w Bytomiu[68]
- 1910 – przebudowa kamienicy przy ul. Krawieckiej 3 w Bytomiu[69]
- 1912 – osiedle domów wielorodzinnych dla pracowników elektrowni w Siechnicach przy ul. Fabrycznej 22[27]
- 1925–1926 – rozbudowa elektrowni w Siechnicach przy ul. Fabrycznej[70][48]
- 1926 – rozdzielnia elektrowni przy ul. Wysockiego 11 w Wałbrzychu[49]
- 1926 – osiedla dla pracowników drukarni kretonu F. Suckert A.-G. przy ul. Ostroszowickiej 18-20 w Bielawie[54]
- 1929 – dom letniskowy przy ul. Zamkowej 7 w Górce[52]
- 1929 – szkoła tkacka przy ul. Sienkiewicza 5 w Kamiennej Górze (obecnie stacja Sanepidu)[51]

### Projekty niezrealizowane
- 1925 – projekt konkursowy na zabudowę placu wokół kościoła św. Elżbiety we Wrocławiu[39]
- 1926 – projekt budowy biurowca firmy Ostwerke A.-G. przy ul. Łąkowej we Wrocławiu[71]
- 1929 – projekt konkursowy na budowę siedziby Miejskiej Kasy Oszczędności w Rynku we Wrocławiu[40]